# Repack Race

La Repack Race est une course de vélo tout terrain organisée par Charlie Kelly de 1976 à 1984. La course se déroule près de Fairfax, dans le Comté de Marin en Californie. C'est la première course de VTT connue, et elle est organisée par ceux qui sont considérés comme les inventeurs et les premiers coureurs de VTT, en particulier Charlie Kelly, Gary Fisher, Joe Breeze, Fred Wolf.

## Historique
L'origine de la Repack vient d'un groupe de cyclistes membres du Velo-Club Tamalpais, près de Fairfax. Avant tout cyclistes sur route, ils utilisent de vieux cruiser pour se déplacer. À partir de 1973, Marc Vendetti et Fred Wolf proposent d'essayer ces vieux vélos sur quelques sorties sur les sentiers du Mont Tamalpais. Entre 20 et 30 coureurs sont séduits par la pratique, et descendent régulièrement les sentiers autour de Fairfax entre 1974 et 1976.
L'esprit de compétition se développant, les coureurs décident d'organiser une course pour mettre au clair une fois pour toutes qui est le meilleur descendeur, et ceci sans être gênés par les autres participants. La première Repack est alors organisée le 21 octobre 1976, sous la forme d'un contre la montre, sur un sentier connu. Seuls sept coureurs sont présents. Alan Bonds est le seul à ne pas tomber, c'est lui qui gagne la course. 
Pour permettre à d'autres coureurs de participer, une autre édition est organisée la semaine suivante, avec neuf coureurs. Attirés par l'événement, d'autres coureurs se joignent à la course, notamment le Larkspur Canyon Gang, puis le Berkeley Trailer Union.. Neuf courses sont finalement organisées en 1976, puis huit en 1977, trois en 1978 et deux en 1979. La dernière édition de 1979 est filmée par une télévision locale pour une émission appelée Evening Magazine. 
Deux éditions « finales » seront organisés en 1983 en 1984, avec beaucoup plus de public et de participants, le vélo tout terrain étant alors devenu populaire, et des vélos adaptés existent et sont produits industriellement. Ces deux éditions sont encadrées par la National Off-Road Bicycle Association, ce qui fait de la Repack la première course de descente reconnue par une instance officielle du cyclisme. Le comté de Marin interdit ensuite la course.
Une « Repack Reunion » est également organisée pour les vingt ans de la première course, en 1996, ainsi qu'une dernière en 1997.

## Description
La première Repack se déroule le 21 octobre 1976, sur une route coupe-feu de forêt qui descend le Mont Tamalpais. La descente fait 3,4 km, pour 400 m de dénivelé négatif. C'est un large chemin, considéré sans réel intérêt pour les vététistes modernes, mais qui s'est révélé un intéressant terrain d'expérimentation de par sa forte pente, et des virages aveugles. Le premier kilomètre de la Repack est relativement droit, mais plusieurs virages très serrés sont présents sur la fin du parcours. Les endroits les plus délicats de la course sont baptisés au fil des crashs, comme le Breeze Tree, ou le Vendetti's face.
La course tient son nom du système de frein présent sur les prototypes de vélos utilisés par les coureurs. Les vélos sont des cruisers délestés du superflu pour la course (garde-boue, sonnette...) et équipés de freins à retropédalage. Les freins chauffaient énormément pendant la descente, et brulaient toute leur huile, d'où la nécessité de les démonter et de les re-graisser après chaque course (Repack),.

## Expérimentations techniques

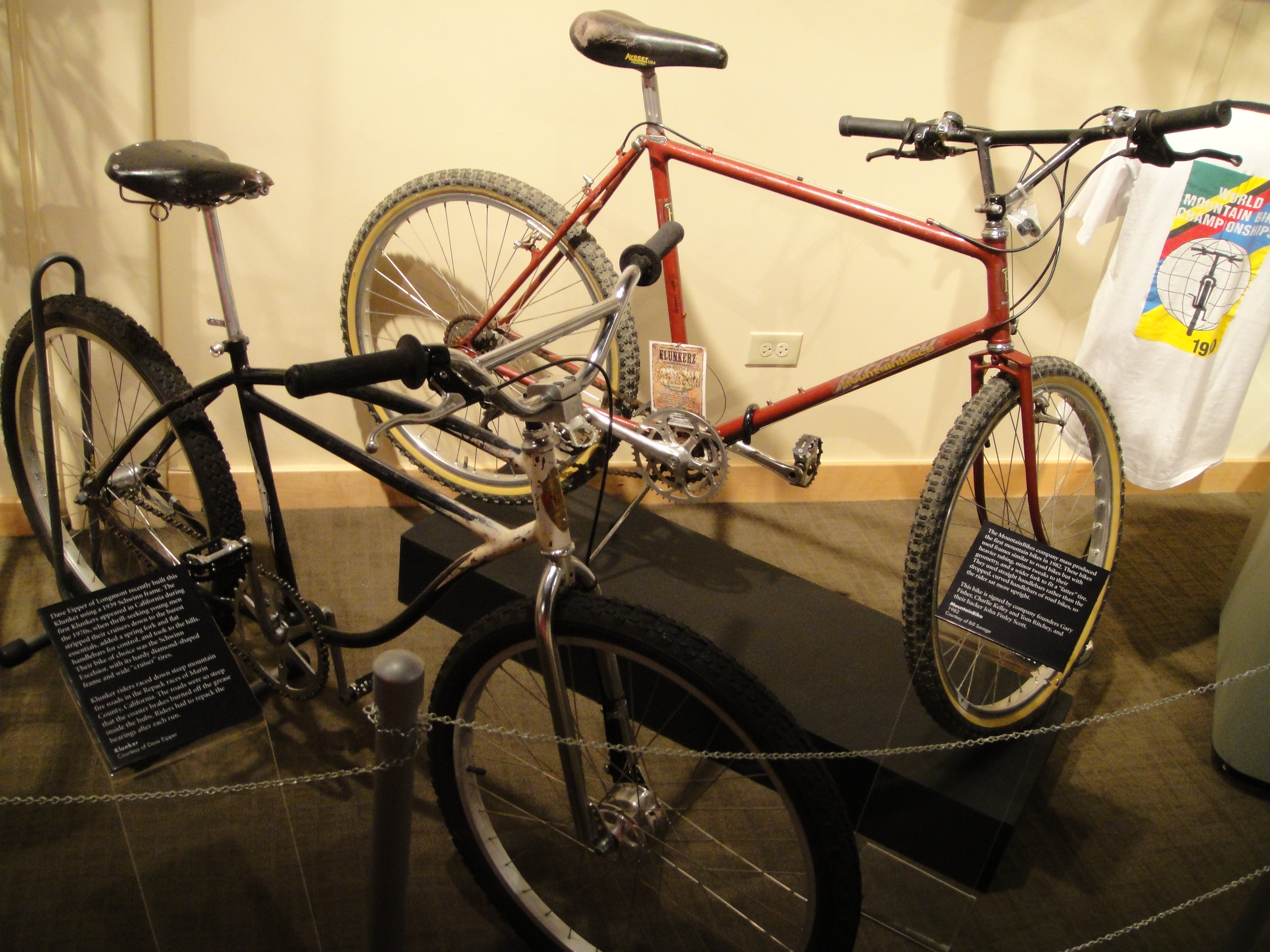
À gauche, un Klunker au musée Longmont, Colorado. Klunker est le surnom des cruiser modifiés utilisés par les participants à la Repack.

La "Repack" a surtout servie de laboratoire technique. Les coureurs utilisaient des vélos inadaptés à la pratique, et cherchaient par essai et erreur les meilleurs composants. Les cadres des Schwinn des années 1930 se révélèrent plus robustes que les Schwinn plus récents, ou que les modèles d'autres marques.
Le domaine le plus important d'expérimentation reste les freins. Les premiers prototypes n'ont pas de frein avant, et possèdent à l'arrière un système de rétropédalage inadapté à de tels dénivelés. Ce système ne peut en effet pas dissiper la chaleur générée par le freinage, et les moins bons finissent par exploser ou ne plus fonctionner du tout. Certaines marques, comme Morrow, ou Musselman se révèlent être les meilleures pour dissiper cette chaleur. La difficulté d'utilisation du rétropédalage mène les coureurs à utiliser des freins à tambour, qu'ils installent à l'avant et à l'arrière, et qui se révèlent bien plus efficace, bien qu'ils perdent également en efficacité au fil de la descente, et tétanisent les mains.
Les premiers vélos sont tous des single-speed. C'est Gary Fisher qui monte le premier un dérailleur sur son vélo, et est bientôt imité par la plupart des autres participants, au vu de son efficacité.

## Organisation et résultats
La course est organisée comme un contre la montre, avec deux minutes d'écart entre chaque participant. C'est Charlie Kelly qui se charge du chronométrage et de l'organisation de la course. La première course de 1976 est remportée par Alan Bonds en 5 min 02 s, c'est le seul participant qui ne soit pas tombé.
Le meilleur temps est détenu par Gary Fisher, en 4 min 22 s. C'est toutefois Joe Breeze qui détient le record du nombre de victoires, avec 10 victoires, et il détient le deuxième meilleur temps, en 4 min 24 s. Peu de femmes participent à la Repack, c'est Wende Cragg qui détient le meilleur temps en 5 min 27 s.
| Nom          | Meilleur temps | Nombre de victoires | Nombre de participations |
| ------------ | -------------- | ------------------- | ------------------------ |
| Gary Fisher  | 4:22.14        | 4                   | 8                        |
| Joe Breeze   | 4:24.07        | 10                  | 19                       |
| Otis Guy     | 4:25.08        | 1                   | 8                        |
| Jimmy Deaton | 4:34.20        | 2                   | 2                        |
| Fred Wolf    | 4:35.60        | 1                   | 17                       |

Les premières courses sont très informelles, et Charlie Kelly enregistre même les temps des chiens qui descendent aux côtés de leur maître. C'est Ariel, le chien d'Alan Bond, qui détient le titre du chien le plus rapide.